# Susan Carey
Susan Elizabeth Carey (* 1942) ist eine US-amerikanische Kognitionswissenschaftlerin, Psychologin und Hochschullehrerin an der Indiana University.

## Leben und Wirken
Carey studierte am Radcliffe College mit dem Bachelorabschluss 1964, studierte danach mit einem Fulbright-Stipendium an der Universität London und wurde 1971 an der Harvard University in experimenteller Psychologie promoviert. 1972 wurde sie Assistant Professor, 1977 Associate Professor und 1984 Professor für Psychologie am Massachusetts Institute of Technology. 1996 wurde sie Professorin an der New York University und 2001 an der Harvard University.
1999/2000 war sie Guggenheim Fellow. 2008 erhielt sie den David-E.-Rumelhart-Preis. Sie ist Mitglied der American Academy of Arts and Sciences (2001), der American Philosophical Society (2007), der National Academy of Sciences (2002) der National Academy of Education und korrespondierendes Mitglied der British Academy. 1998 erhielt sie den Jean-Nicod-Preis.
Sie befasst sich mit Entwicklungspsychologie (kognitive Entwicklung von Kindern) und Wissenschaftsphilosophie (historische Entwicklung von Konzepten). Neben Kindern untersuchte sie experimentell auch kognitives Lernen bei Affen wie deren Zahlbegriff (den sie auch bei Kindern erforschte). Sie vertritt die Auffassung, dass sich Kinder und Erwachsene durch konzeptuale Änderungen bei der Entwicklung von Wissensrepräsentationssystemen unterscheiden (dargelegt in ihrem Buch Conceptual Changes in Childhood).
1978 entwickelte sie mit Elsa Bartlett das Fast Mapping Konzept, ein hypothetischer neuronaler Prozess, mit dem Kinder ein neues Konzept schon nach einmaliger Präsentation lernen können und was insbesondere die Geschwindigkeit des Sprachenlernens erklären würde.
Zu ihren Lehrern gehörte George A. Miller. Sie arbeitete in Harvard mit Elizabeth Spelke zusammen, mit der sie ein Developmental Studies Lab gründete.
Sie ist mit dem Philosophie-Professor an der New York University Ned Block verheiratet.

## Auszeichnungen
1998 erhielt sie den George A. Miller Prize in Cognitive Neuroscience. Im Jahr 2011 wurde Susan Carey mit dem Eleanor Maccoby Book Award in Developmental Psychology ausgezeichnet. Für 2020 wurde ihr der Atkinson Prize in Psychological and Cognitive Sciences der National Academy of Sciences zugesprochen.

## Schriften (Auswahl)
- Conceptual Change in Childhood, MIT Press 1985
- Diamond, R., & Carey, S. (1986): Why faces are and are not special: an effect of expertise. Journal of experimental psychology: general, 115(2), 107.
- Saxe R, Carey S, Kanwisher N: Understanding other minds: linking developmental psychology and functional neuroimaging. Annu Rev Psychol. 2004;55:87-124. doi:10.1146/annurev.psych.55.090902.142044.
- Carey, Susan: Bootstrapping & the origin of concepts. Daedalus 133.1 (2004): 59-68.
- The Origin of Concepts, Oxford University Press 2009 (Zusammenfassung: Carey, S. (2011): Précis of the origin of concepts. Behavioral and Brain Sciences, 34(3), 113–124).
- mit Rhea Diamond: From piecemeal to configurational representation of faces, Science, Band 195, 1977, S. 312–313.
- mit E. Markman: Cognitive Development, in: D.E. Rumelhart, B.O. Martin (Eds.), Handbook of Cognition and Perception, Vol. 1: Cognitive Science, 1999, S. 201–254.